# 水野ふえ
水野 ふえ（みずの ふえ、1995年4月22日 - ）は日本の俳優。仮面女子・スチームガールズ、チェリーブロッサムの元メンバー。京都府出身。曽祖父は、戦前・戦中・戦後と東映などで活躍した俳優の水野浩。

## 略歴
2018年3月21日、アリスプロジェクトに所属。AJとして芸能活動開始。同年4月15日、仮面女子研究生として、スライムガールズに加入し、ステージデビュー。7月21日、昇格発表により、仮面女子候補生への昇格決定。8月12日、スライムガールズを卒業し、仮面女子候補生に加入する。同時に、仮面女子候補生、派生ユニットOZに加入。8月20日、立川アレアレアにてラーメンの儀を行い、アレアガールズ加入。10月18日、昇格発表により、仮面女子、スチームガールズへ昇格決定する。11月9日、立川アレアレアにて、アレアガールズを卒業。11月17日、派生ユニットOZを卒業、同時に仮面女子候補生を卒業し、スチームガールズに加入。12月3日、仮面の儀を行い、仮面女子へ加入。
2019年1月13日、仮面女子の派生ユニットであるチェリーブロッサムへ加入。同年5月1日、舞浜アンフィシアターにて行われた仮面女子ワンマンライブに仮面女子・スチームガールズとし出演。5月11日、仮面女子定期公演2部にて、第一回目の水野ふえ生誕祭が行われる。12月15日、EX Theatre 六本木にて行われた仮面女子ワンマンライブに仮面女子・スチームガールズとして出演。
2020年10月11日、仮面女子1部公演、2部公演にて第二回目水野ふえ生誕祭が行われる。同年10月8日、ブログにて仮面女子卒業・アリスプロジェクト退所発表（12月28日に卒業）。
2021年12月28日、仮面女子・スチームガールズ・チェリーブロッサム卒業。
2022年3月4日、卒業後の初舞台として「おとし屋-SEDUCTRESSES-EPISODE2」に出演。同年4月30日、『Ephemeral life』4 本のオムニバス舞台に出演。5月12日、安達健太郎と役者が漫才とトークするLIVEに出演。6月30日、舞台「おとし屋 - SEDUCTRESSES-EPISODE3」に出演。9月29日、舞台「おとし屋 - SEDUCTRESSES-EPISODE4」に出演。
2023年5月25日、舞台「奇跡のシンガー」に出演
2023年10月5日、舞台「Stac」に出演。同年10月22日、映画「エターナルラブが蔓延した日」に出演。10月28日、映画「オカルト地蔵」に出演。11月3日、映画「真夏にハードボイルドは似合わない」に出演。12月20日、舞台「赤と青」に出演。
2024年2月28日、舞台「孤高のスープ」（フライドBALL企画vol.63）に出演。同年7月13日、舞台「Laugh & Serious・2」のSeriousPart『ドールハウス』にて玻璃役として出演。

## 人物
趣味は、YouTubeにて咀嚼音を聞くのが好き。映画・ドラマの鑑賞。

## 出演

### 舞台
- おとし屋 - SEDUCTRESSES-EPISODE2（2022年3月4日 - 3月6日、上野ストアハウス）- ピーチ 役[5]
- 『Ephemeral life』4 本のオムニバス（2022年4月30日、GINZA Lounge ZERO）
- 安達健太郎と役者が漫才とトークするLIVE（2022年5月12日、池袋GEKIBA）- 漫才
- おとし屋 - SEDUCTRESSES-EPISODE3（2022年6月30日 - 7月2日、上野ストアハウス）- ピーチ 役[7]
- おとし屋 - SEDUCTRESSES-EPISODE4（2022年9月29日 - 10月2日、恵比寿 アルファ東京）- ピーチ 役
- 奇跡のシンガー（2023年5月25日 - 2023年5月27日　渋谷文化総合センター伝承ホール）
- 「stac」（2023年10月5日 - 2023年10月9日　築地本願寺ブディストホール）
- 赤と青（2023年12月20日 - 2023年12月24日　雑遊）
- 孤高のスープ（2024年2月28日 - 2024年3月3日　フライドBALL企画vol.63）
- Laugh & Serious・2（2024年7月13日～2024年7月15日　ブルースクエア四谷）

### 映画
- エターナルラブが蔓延した日（2023年10月22日初公開 早稲田大学大隈講堂）長谷川千紗監督（初長編映画）
- オカルト地蔵（2023年10月28日劇場公開）中沢健監修・夏目大一朗監督[8]
- 真夏にハードボイルドは似合わない（2023年11月3日・4日：ネットシネマフェスティバルにて上映）

## 仮面女子時代のユニット活動期間
- スライムガールズ（2018年4月15日ステージデビュー - 2018年8月12日） 担当カラー：赤色
- OZ（2018年8月12日 - 2018年11月17日） 担当カラー：水色
- 仮面女子候補生（2018年8月12日 - 2018年11月17日） 担当カラー：水色
- アレアガールズ（2018年8月20日 - 2018年11月9日） 担当カラー：水色
- スチームガールズ（2018年11月17日 - 2021年12月28日） 担当カラー：赤色
- 仮面女子（2018年12月3日 - 2021年12月28日） 担当カラー：赤色
- チェリーブロッサム（2019年1月13日 - 2021年12月28日） 担当カラー：赤色

## その他の活動
- 『仮面女子とももちの井戸端会議！恋愛、結婚、子育て、料理話！』に出演[9]（2019年1月29日）
- 『カスタムCAR』2019年4月号  ※グラビアページ
- 『週刊大衆』2019年7月19日発売号  ※グラビアページ。
- 鯖江映画「未来の唄」出演。主演：月野もあ、助演：水野ふえ、桜のどか他 [10][11]
- 『モトモト』2020年6月25日発売号（7月号） ※グラビアページ
- 『ポップティーン』2020年8月1日発行（8月号）
- 『みんなあつまれ！ﾜｸﾜｸｻﾜｰ』ｻﾌﾞﾊﾟｰｿﾅﾘﾃｨｰ

## コール・サイリウムカラーなど
- コール：京都の姫様 ふえちゃん
- 全開☆ヒーロー：音色を奏でる 京都の姫様 ふえちゃん